# 胡懋廉
胡懋廉（1899年—1971年），字洁民，男，天津人，中国耳鼻喉科学家，曾任第三届全国人大代表，第三届全国政协委员。